# Ànima d'actor
Ànima d'actor o Un actor a la família (títol original en anglès, An Actor Prepares) és una pel·lícula de comèdia dirigida per Steve Clark i escrita pel mateix Clark i Thomas Moffett. La pel·lícula és protagonitzada per Jeremy Irons, Jack Huston, Mamie Gummer, Ben Schwartz, Matthew Modine i Frankie Faison. Es va estrenar el 31 d'agost de 2018 a càrrec de Gravitas Ventures. S'ha doblat i subtitulat al català.

## Repartiment
- Jeremy Irons com a Atticus Smith
- Jack Huston com a Adam
- Mamie Gummer com a Annabelle
- Ben Schwartz com a Jimmy
- Matthew Modine com a Charlie
- Frankie Faison com el diaca Frank Dodge
- Whitney Goin com a Adela Dodge
- Will Patton com a Wisdom
- Megalyn Echikunwoke com a Clementine
- Larry Pine com a Jack Dorner
- Colby Minifie com a Danielle
- Danielle Lyn com a Nicole
- Catherine Dyer com a Dorothea